# Vincent Barkly Molteno
Vincent Barkly Molteno CB (Cidade do Cabo, 30 de abril de 1872 - Surrey, 12 de novembro de 1952) foi oficial da Marinha Real durante a Primeira Guerra Mundial.
Ele lutou e se destacou na Batalha da Jutlândia em abril de 1916, comandando o cruzador blindado HMS Warrior. Posteriormente, recebeu a Ordem de Santa Ana por bravura e foi nomeado Companheiro da Ordem do Banho e Aide-de-camp pelo Rei.

## Biografia
Molteno nasceu na Cidade do Cabo, então parte da Colônia do Cabo, em uma grande família de origem italiana. Ele era filho de Sir John Charles Molteno, que na época era Primeiro Ministro do Cabo, e muitos de seus parentes ocupavam posições de influência nos negócios e no governo. Vincent Molteno tinha pouco interesse nos negócios. Seu pai morreu quando ele tinha 14 anos; ele deixou a colônia para entrar na Marinha Real como cadete.
Logo após ingressar na Marinha, foi selecionado para treinamento especial e rapidamente distinguido como especialista em armas. Em 1893, ele foi enviado para participar da Expedição de Vitu a Zanzibar, como tenente para combater o tráfico de escravos, e recebeu a Medalha Geral Africana. Sua extraordinária eficácia nessa missão foi relatada repetidamente em despachos e o levou a ser promovido a comandante.

## Primeira Guerra Mundial

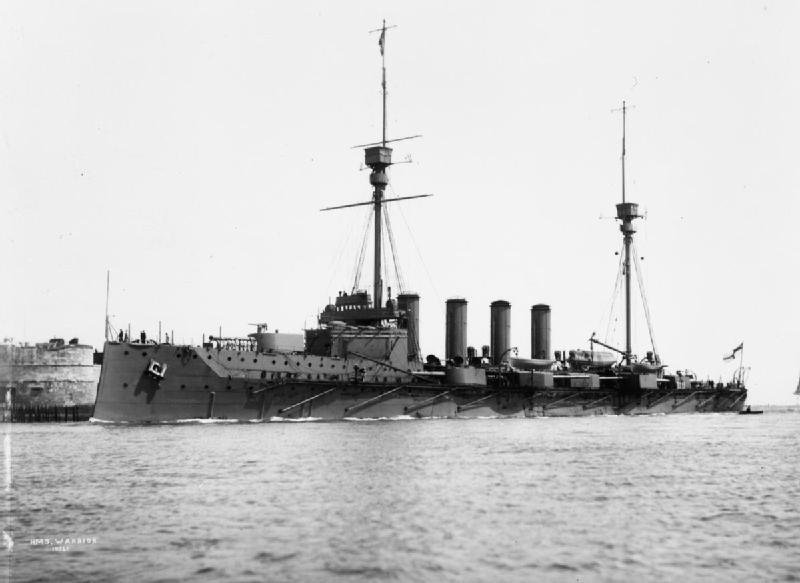
HMS Warrior

Ele comandou vários navios de guerra na Primeira Guerra Mundial, incluindo HMS Revenge, Antrim, King George V, Shannon, Minotaur e Bellerophon. Foi no navio Revenge que ele liderou com sucesso o bombardeio de bases alemãs ao longo da costa da Flandres. Ele também atuou como capitão de bandeira do 2º Esquadrão de Batalha e do 3º Esquadrão de Cruzadores.
Molteno lutou na Batalha da Jutlândia, o maior combate naval da Primeira Guerra Mundial, comandando pelo cruzador blindado HMS Warrior. Este fazia parte do Primeiro Esquadrão de Cruzadores, que foi implantado como uma vanguarda várias milhas à frente da principal frota britânica.
Quando o contato foi feito pela primeira vez com a frota marítima alemã, o contra-almirante Arbuthnot ordenou com ousadia, mas imprudentemente, que o Primeiro Esquadrão de Cruzadores se envolvesse, e o pequeno esquadrão se viu diante do poder de fogo combinado dos dreadnoughts alemães. Sem esperança, os outros navios do esquadrão de Arbuthnot foram rapidamente destruídos e afundaram - levando toda a tripulação com eles. O próprio almirante Arbuthnot morreu quando seu navio foi destruído.
No entanto, o Warrior continuou lutando, trocando tiros com a linha combinada de dreadnoughts alemães por um tempo considerável. Embora capaz de manobrar um pouco para minimizar o dano, o Warrior estava sofrendo ataques e começando a sofrer grandes incêndios e carnificina maciça no convés. Com as baixas aumentando e os sinais de inundações, Molteno manobrou o Warrior para fora de perigo, enquanto o HMS Warspite involuntariamente atraía o fogo inimigo. Uma vez fora de perigo, Molteno levou o navio fortemente danificado a reboque e a tripulação foi desembarcada em segurança.
Ele foi premiado com a Ordem de Santa Ana com espadas por seu desempenho excepcional na batalha. Um jornal da época relata:
"O Warrior passou por experiências terríveis. Ao mesmo tempo, o fogo concentrado dos Dreadnoughts alemães caiu sobre ela. O navio do capitão Molteno sofreu cerca de 100 baixas. Os feridos e o resto da tripulação foram salvos quando ela estava afundando depois de ficar a reboque por várias horas. O galante capitão foi aplaudido pela companhia do navio quando todos desembarcaram em segurança."— The SA Newspaper
Molteno então liderou ataques às forças alemãs que estavam cobrindo comboios do Eixo no Mar do Norte, comandando pelo HMS Shannon, e quando as hostilidades terminaram, ele foi nomeado assessor de campo do rei e nomeado Companheiro da Ordem do Banho. Aposentou-se em 1921 como contra-almirante, mas foi promovido a vice-almirante em 1926 enquanto estava na reserva. Ele morreu em 12 de novembro de 1952, aos 80 anos.